# Bonnierella abyssi
Bonnierella abyssi är en kräftdjursart som beskrevs av Édouard Chevreux 1900. Bonnierella abyssi ingår i släktet Bonnierella och familjen Ischyroceridae. Inga underarter finns listade i Catalogue of Life.